# Man That You Fear
Man That You Fear è una canzone dei Marilyn Manson, singolo uscito solo promozionalmente estratto dall'album Antichrist Superstar, ed è l'ultima canzone dell'album. Un brano molto calmo, paragonabile a Coma White per l'album successivo Mechanical Animals. Nella versione che compare nell'album, negli ultimi due minuti della traccia viene ripetuta la frase «When all of your wishes are granted, many of your dreams will be destroyed» ("Quando tutti i tuoi desideri si realizzano, la maggior parte dei tuoi sogni vengono distrutti").
È stato realizzato un videoclip per il brano, in cui Manson recita la parte di un uomo che vive in una roulotte in un campo nomadi, il quale viene condannato a morire lapidato (riferimento a Shirley Jackson in La lotteria).

## Il video
Nel videoclip del brano, diretto da Wiz, Manson recita la parte di un uomo condannato a morte. Viene "scelto" da una bambina bendata, che gira su sé stessa puntando il dito. Quando finisce di girare, si toglie la benda e nota la roulotte a cui ha puntato — la casa del condannato. Il video segue il suo ultimo giorno di vita, fino alla sua morte per lapidazione in una isolata località nel deserto. Quella della lapidazione vuole essere un omaggio e chiaro riferimento a La lotteria di Shirley Jackson, in cui una donna viene lapidata dopo che il suo nome viene estratto casualmente dalla "scatola nera" nel centro del paese.
Durante la processione del condannato attraverso il deserto appaiono diversi personaggi indossanti strane maschere, come un bambino che indossa una maschera di cavallo o una bambina che agita una bacchetta e danza facendo piroette. Entrambe le figure possono essere ricondotte al film The Wicker Man del 1973, in cui un condannato a morte affronta una simile processione prima di essere sacrificato.
Sono presenti anche riferimenti al film Santa Sangre di Alejandro Jodorowsky: nel film infatti viene celebrato un funerale, e i personaggi presenti spartiscono diversi punti di somiglianza con quelli del videoclip.

## Tracce
Edizione promozionale USA
1. Man That You Fear (Radio Edit[1]) – 4:18